# Simon Charlton
Simon Thomas Charlton (Huddersfield, 25 oktober 1971) is een Engels voormalig betaald voetballer. Hij speelde als linksachter met Southampton en Bolton Wanderers in de Premier League.

## Clubcarrière

### Huddersfield Town
In 1993 tekende Simon Charlton een contract bij Premier League-club Southampton, dat hem voor £ 250.000 overnam van de toenmalige derdeklasser Huddersfield Town. Huddersfield Town is de club waar hij de jeugdopleiding doorliep. In 1989 kreeg Charlton een profcontract bij Huddersfield Town en hoefde niet lang te wachten op een basisplaats. Charlton is afkomstig uit Huddersfield in de Engelse regio Kirklees, West Yorkshire. De linksachter speelde als jonge twintiger 157 officiële wedstrijden voor de Terriers alvorens naar Southampton te verhuizen.

### Southampton
Op The Dell werd Charlton geleidelijk een onmisbare figuur onder de managers Alan Ball en Dave Merrington, en bleef dat later nog even onder Graeme Souness (dit alles in de periode 1993–1998). Met Jason Dodd en Francis Benali was Charlton een voorname vleugelverdediger voor de club. Uiteindelijk verloor Charlton zijn basisplaats weer aan Benali. Charlton speelde 114 Premier League-wedstrijden in vijf seizoenen bij de Saints. Meestal streed Charlton bij Southampton tegen degradatie naar de Football League First Division.

### Birmingham City
In het seizoen 1997/98 werd de linksachter uitgeleend aan tweedeklasser Birmingham City uit de regio West Midlands. Birmingham City nam Charlton definitief over van Southampton. Charlton bleef op St. Andrew's voetballen tot mei 2000. Toen mocht hij gratis vertrekken.

### Bolton Wanderers
In 2000 verhuisde Charlton transfervrij naar tweedeklasser Bolton Wanderers. In 2001 promoveerde hij met deze club naar de Premier League, waar de champagne onmiddellijk mocht worden ontkurkt. Op 18 augustus 2001 versloegen de Wanderers namelijk meteen Leicester City thuis met 5–0. De Bolton-fans verkozen Charlton in 2002 als hun speler van het jaar. Met Bolton verloor Charlton eind februari 2004 de finale van de League Cup tegen Middlesbrough. Charlton bleef vier seizoenen in het Reebok Stadium en speelde 120 competitiewedstrijden.

### Latere carrière
Charlton verkaste in juli 2004 voor de som van £ 250.000 naar Norwich City. Hij verliet Norwich City na twee seizoenen, waarvan één in de Premier League – met name het seizoen 2004/05. Charlton leefde in onmin met de toenmalige manager Nigel Worthington. In 2006 leidde dat ertoe dat zijn contract niet werd verlengd. Nadat hij Norwich City in 2006 via een achterpoortje verliet, speelde Charlton een jaartje voor Oldham Athletic in de toen recent opgerichte Football League One.
In 2007 zette de linksachter een punt achter zijn professionele loopbaan.